# Play (Moby-album)
A Play Moby hatodik nagylemeze. Míg Moby korábbi munkái
az elektronikus dance műfajában értek el sikereket mind kritikai és kereskedelmi szempontból, addig a Play volt az első igazi sikere a pop műfajában. Az album megismertette Mobyt a tömegekkel nemcsak a kiadott kislemezein keresztül, hanem  filmeken és reklámokon keresztül is.
Az album szerepel az 1001 lemez, amit hallanod kell, mielőtt meghalsz című könyvben.

## Az album dalai
1. Honey – 3:28
2. Find My Baby – 3:59
3. Porcelain – 4:01
4. Why Does My Heart Feel So Bad? – 4:24
5. South Side – 3:49
6. Rushing – 3:00
7. Bodyrock – 3:36
8. Natural Blues – 4:13
9. Machete – 3:37
10. 7 – 1:02
11. Run On – 3:45
12. Down Slow – 1:34
13. If Things Were Perfect – 4:18
14. Everloving – 3:25
15. Inside – 4:48
16. Guitar Flute & String – 2:09
17. The Sky Is Broken – 4:18
18. My Weakness – 3:37

### Little Idiot Moby EP (Bónusz CD) [Tajvan]
1. Natural Blues (Perfecto Remix) – 8:11
2. Natural Blues (Mike D Edit) – 4:12
3. Why Does My Heart Feel So Bad? (videóklip)
4. Natural Blues (videóklip)

### PIAS Benelux Bónusz CD
1. The Whispering Wind – 6:07
2. Honey (Rollo & Sister Bliss Blunt Edit) – 4:02
3. Spirit – 4:10
4. Why Does My Heart Feel So Bad? (Ferry Corsten Remix) – 6:42
5. Sunspot – 6:48
6. Natural Blues (Mike D Edit) – 4:12

### PIAS Németország Bónusz CD
1. Honey (Rollo & Sister Bliss Blunt Edit) – 4:02
2. Natural Blues (Mike D Edit) – 4:12
3. Now I Let It Go – 2:08
4. God Moving Over The Face Of The Waters – 5:44
5. Into The Blue – 5:31

### Francia Bónusz CD
1. Memory Gospel – 6:42
2. Spirit – 4:10
3. Why Does My Heart Feel So Bad ? (Videóklip)
4. Interjú
5. Képek

### Japán Bónusz CD
1. Porcelain (Clubbed To Death Version) – 6:37
2. Natural Blues (Perfecto Mix) – 8:12
3. Natural Blues (Mike D Edit) – 4:12

## Az albumról kiadott kislemezek B-oldalainak listája
Az album kislemezeit a Play: The B-Sides című kiadvány gyűjtötte össze.
1. Ain't Never Learned – 3:46
2. Arp – 6:31
3. Down Slow (Full Length Version) – 5:58
4. Flower – 3:25
5. Flying Foxes – 6:16
6. Flying Over The Dateline – 4:48
7. Memory Gospel – 6:41
8. Micronesia – 4:17
9. Princess – 8:16
10. Running – 7:07
11. Sick In The System – 4:17
12. Spirit – 4:12
13. Sunday – 5:00
14. Sunspot – 6:50
15. Summer – 5:56
16. The Sun Never Stops Setting – 4:19
17. Whispering Wind – 6:08

1. - A South Side kislemezről
2. - A Bodyrock kislemezről
3. - A Run On kislemez második kiadásáról
4. - A Find My Baby és a Why Does My Heart Feel So Bad?/Honey  kislemezekről
5. - A Why Does My Heart Feel So Bad? és a Porcelain kislemez spanyol kiadásáról
6. - A Porcelain kislemezről
7. - A Honey és Honey/Run On kislemezekről
8. - A Honey kislemezről
9. - A Why Does My Heart Feel So Bad? kislemezről
10. - A Run On kislemezről. Megjegyzés: ez nem azonos a Play: The B-Sides albumon megjelent változattal, ami egy Running Black Woman című demó.
11. - A Natural Blues kislemezről
12. - A Run On kislemezről
13. - A Run On kislemez második kiadásáról, valamint a Bodyrock kislemezről
14. - A Bodyrock kislemezről
15. - A Porcelain kislemezről
16. - A Find My Baby és Natural Blues kislemezekről. Megjegyzés: a számot általában The Whispering Wind néven szokták feltüntetni.